# Maisavi, Sorab
Maisavi là một làng thuộc tehsil Sorab, huyện Shimoga, bang Karnataka, Ấn Độ.